# Atlético CP
Der Atlético Clube de Portugal ist ein Sportverein aus dem Stadtteil Alcantara der portugiesischen Hauptstadt Lissabon. Die erste Fußball-Elf des Vereins spielt seit seinem Aufstieg in der Saison 2011/2012 in der zweiten Liga Portugals, der Segunda Liga. Andere Sportarten sind Basketball („Segunda Divisão“) und Futsal, für das sie einer der Pioniere in Portugal waren.

## Geschichte
Der Verein wurde am 18. September 1942 als Resultat der Fusion der beiden Vereine União Foot-Ball Lisboa und dem portugiesischen Meister von 1928, dem Carcavelinhos Football Club gegründet.

Carcavelinhos Football Club
União Foot-Ball Lisboa

Der Verein spielte bisher 24 Spielzeiten in der höchsten Liga des Landes, zuletzt 1976/77. Die besten Platzierungen gelang Atlético CP in den Saisons 1943/44 und 1949/50 jeweils mit dem dritten Rang. Der Verein war oftmals im portugiesischen Pokalwettbewerb vertreten, konnte den Pokal jedoch bisher nie gewinnen. Die meiste Zeit spielte der Verein in der dritten Liga, 35 Saisonen waren dies bisher und sechs in der vierten Liga.
Das beste Ergebnis im portugiesischen Pokalwettbewerb wurde jeweils 1946 und 1949 mit dem Einzug ins Finale erreicht. Das 1946 im Estádio Nacional ausgetragene Finale wurde 4:2 von Sporting Lissabon gewonnen, drei Jahre später verlor der Verein auch das zweite Finalspiel 2:1 gegen Benfica Lissabon.
Einer der bekanntesten Spieler ist Paulo Sérgio, der von 2009 bis 2011 für den Verein spielte und außerdem früher in der 2. Fußball-Bundesliga für Rot-Weiss Essen auflief. Der ehemalige portugiesische Nationalspieler Carlos Manuel war von 2007 bis 2009 der Cheftrainer des Vereins.

## Bekannte Spieler
- Germano de Figueiredo
- Botelho
- Rolão
- Saramago
- Paulo Sérgio
- Tiago Lemos